# Унобтаній
Унобта́ній або анобта́ніум (від англ. Unobtainable — «недосяжний», «недоступний») в уявних експериментах, інженерії і фантастиці — назва будь-якого вкрай рідкісного, дорогого, або фізично неможливого матеріалу. Часто вживається в іронічному значенні, в тому числі у варіаціях, як «недобутій», «недістаній».
Близьким за змістом є слово флебо́тінум (англ. phlebotinum) — штамп наукової фантастики, де якийсь матеріал чи винахід має багато винятково корисних якостей, природа яких неясна, або пояснена дуже умовно, наприклад, нульовий елемент в Mass Effect (змінює масу матерії, залежно від електричного заряду), або «пряність» у всесвіті «Дюни» (підвищує розумові здібності).

## Походження терміна
Перші відомі використання терміна зустрічаються наприкінці 1950-х років. Тоді в аерокосмічній галузі інженери так називали будь-який рідкісний, або потрібний, проте неіснуючий матеріал. Пізніше, унобтаініум став інженерним терміном для існуючих матеріалів, але які важко отримати. Наприклад, під час розвитку літака-шпигуна SR-71 Blackbird, інженери Lockheed використовували це слово як дисфемізм для титану, оскільки більша частина цього металу виплавлялася в СРСР. У 1970-ті роки слово проникло до велогонщиків, унобтаніумом називали дорогі надлегкі деталі.
Тепер термін вийшов за межі техніки, і з'являється для опису комерційно корисних рідкісноземельних елементів. Крім того термін часто зустрічається в науковій фантастиці. Особливо він став відомий після виходу фільму «Аватар» в 2009 році, де високотемпературний надпровідник фігурує саме під назвою анобтаніум.

## Інші варіанти
Англійською існують багато подібних слів, в більшості з іронічним відтінком, як impossibrium (неможливій), hardtofindium (важкознайдій).